# Tulova, Sneatîn
Tulova (în ucraineană Тулова) este un sat în comuna Ustea din raionul Sneatîn, regiunea Ivano-Frankivsk, Ucraina.

## Demografie
Componența lingvistică a localității Tulova
     Ucraineană (99,44%)
     Alte limbi (0,56%)
Conform recensământului din 2001, majoritatea populației localității Tulova era vorbitoare de ucraineană (99,44%), existând în minoritate și vorbitori de alte limbi.